# Sathiyavijayanagaram
Sathiyavijayanagaram é uma vila no distrito de Tiruvanamalai, no estado indiano de Tamil Nadu.

## Demografia
Segundo o censo de 2001,  Sathiyavijayanagaram  tinha uma população de 5671 habitantes. Os indivíduos do sexo masculino constituem 50% da população e os do sexo feminino 50%. Sathiyavijayanagaram tem uma taxa de literacia de 68%, superior à média nacional de 59.5%: a literacia no sexo masculino é de 78% e no sexo feminino é de 57%. Em Sathiyavijayanagaram, 12% da população está abaixo dos 6 anos de idade.